# Isabell Lorenz
Isabell Lorenz (geboren 1956) ist eine deutsche Übersetzerin. Sie überträgt literarische Werke aus dem Französischen und Englischen ins Deutsche.

## Leben und Wirken
Isabell Lorenz absolvierte 1974 das Abitur und war anschließend als Sekretärin, Fremdsprachenkorrespondentin und Übersetzerin berufstätig.  Von 1987 bis 1993 studierte sie Anglistik, Romanistik und Germanistik (Studiengang Literaturübersetzung) an der Heinrich-Heine-Universität Düsseldorf. Seit 1990 arbeitet sie als freiberufliche Übersetzerin.
Für die Übersetzung eines Werkes von Charles Nodier wurde Lorenz 1990 mit dem neu errichteten Stefan-George-Preis ausgezeichnet, einem seitdem alle zwei Jahre verliehenen Übersetzerpreis für junge Literatur-Übersetzer aus dem Französischen ins Deutsche; die Verleihung wurde durch Hans Theo Siepe für den Fachbereich Literaturübersetzen der Heinrich-Heine-Universität Düsseldorf organisiert. Im Folgejahr wurde ihr der Förderpreis für Literatur der Landeshauptstadt Düsseldorf verliehen.
Sie übersetzte mehr als 50 Werke der Genres Belletristik, Hörspiel, Unterhaltungsroman und Sachbuch, darunter historische Kriminalromane, historische Romane, Krimis, Thriller und Biografien. Als Spezialistin für klassische Musik, Ballett und Oper übertrug sie unter anderem Peter Watsons Nurejew-Biografie und Kevin Bazzanas Biografie von Glenn Gould ins Deutsche.
Zu den von ihr übersetzten Autoren zählen Pierre Jean Jouve, Guillaume Apollinaire, Susan Sontag, Kazuo Ishiguro, Herman Melville, Muzi Mei, Elizabeth Haran und Renée Fleming.
Isabell Lorenz ist Mitglied des Verbands deutschsprachiger Übersetzer/innen literarischer und wissenschaftlicher Werke (VdÜ). 

## Trivia
2023 siegte Lorenz in einer Folge der Fernsehsendung Der Quiz-Champion und gewann 100.000 Euro.

## Hörspiele (Auswahl)
Neben zahlreichen Büchern übersetzte Lorenz folgende Hörspieltexte ins Deutsche:
- 1994: Christian Heidsieck: Ein letztes Inventar (Übersetzung aus dem Französischen) – Regie: Hans Gerd Krogmann (Original-Hörspiel – WDR)
- 1994: Sam Snape: Erster Europäischer Dramatiker-Wettbewerb: Pflegefall (Übersetzung aus dem Englischen) – Bearbeitung und Regie: Klaus-Michael Klingsporn (Hörspielbearbeitung – DLR/SR DRS)
- 1996: Christian Heidsieck: Der enteignete Körper (Übersetzung aus dem Französischen) – Regie: Dieter Carls (Originalhörspiel – WDR)

## Auszeichnungen
- 1990: Stefan-George-Preis der Universität Düsseldorf
- 1991: Förderpreis für Literatur der Landeshauptstadt Düsseldorf